# Kościół w Lye
Kościół w Lye – świątynia należąca do diecezji Visby Kościoła Szwecji. Znajduje się w południowo-wschodniej części Gotlandii.

## Architektura
Najstarsze części kościoła pochodzą z końca XII wieku. Ostatnią większą dobudówką było nieproporcjonalnie duże prezbiterium, wzniesione w drugiej ćwierci XIV wieku przez warsztat Egypticusa. Warsztat ten wykonał także największy z kościelnych portali, ozdobiony gotycką rzeźbą kamienną. Z kolei w portalu wieży znajdują się rzeźby przypisywane romańskiemu rzeźbiarzowi Sigrafowi. Wieża została wzniesiona w pierwszej połowie XIII wieku. Od końca średniowiecza kościół nie uległ większym zmianom. Świątynia słynie m.in. z tego, że w jej oknach znajduje się największy w krajach nordyckich zachowany zespół średniowiecznych witraży.
Zdobiony drewniany strop pochodzi z XVIII wieku. Wszystkie trzy okna w nawie datowane są na lata 50. XIX wieku; zastąpiły one wcześniejsze, znacznie mniejsze okna. W 1891 roku przeprowadzono generalny remont wnętrza kościoła. Odnowiono posadzki w prezbiterium i nawie oraz wymieniono ławki, balustradę ołtarza i fasadę organów. W 1932 roku zainstalowano centralne ogrzewanie. W 1939 roku wymieniono pokrycie dachu wieży. Kolejna, zakrojona na szeroką skalę renowacja miała miejsce w latach 1954-1955 i odbyła się pod kierunkiem architektów Erika Fanta i Ollego Kartha. Wówczas podwyższono ściany nawy o około 1 metr m.in. w celu zainstalowania nowoczesnego, ognioodpornego sufitu nad drewnianym stropem. Przy okazji oczyszczono ściany wnętrza i odtworzono średniowieczne freski. W 1968 roku wyremontowano kościół z zewnątrz: odnowiono elewację i położono obecny dach.
Budulcem dla kościoła w Lye był szary wapień. Nieliczne detale wykonano z cegły i wapienia innej barwy. Nawa i wieża są romańskie, zaś prezbiterium gotyckie. Brak proporcji w ogólnej bryle świątyni wynika z niedokończonej przebudowy kościoła w okresie średniowiecza.
Najlepiej zachowaną romańską częścią świątyni jest wieża. Na jej górnym poziomie znajduje się dzwon z 1650 roku, odlany w Sztokholmie. Kościół posiada cztery portale. Trzy z nich są romańskie: zachodni w wieży oraz północny i południowy w nawie. Gotycki portal w prezbiterium jest większy i bogato zdobiony. W portalu wieżowym zobaczyć można romańskie rzeźby przedstawiające m.in. Maryję na tronie, ale także rycerza w zbroi i z koniem oraz smoki i inne mityczne stworzenia. Trudno dziś wydedukować, co dokładnie owe rzeźby przedstawiają. Pochodzą one z XII wieku i przypisuje się je Sigrafowi. Najbogatsze ornamenty w postaci rzeźb posiada portal w prezbiterium. Motywem przewodnim jest tu dzieciństwo Jezusa: zwiastowanie, nawiedzenie, narodziny Chrystusa, ogłoszenie tych narodzin pasterzom, pokłon Trzech Króli i rzeź niewiniątek. Widać tu również Chrystusa siedzącego na tronie. Wszystkie rzeźby są niezwykle dobrze zachowane. Ich autorstwo przypisuje się warsztatowi Egypticusa.

## Wnętrze

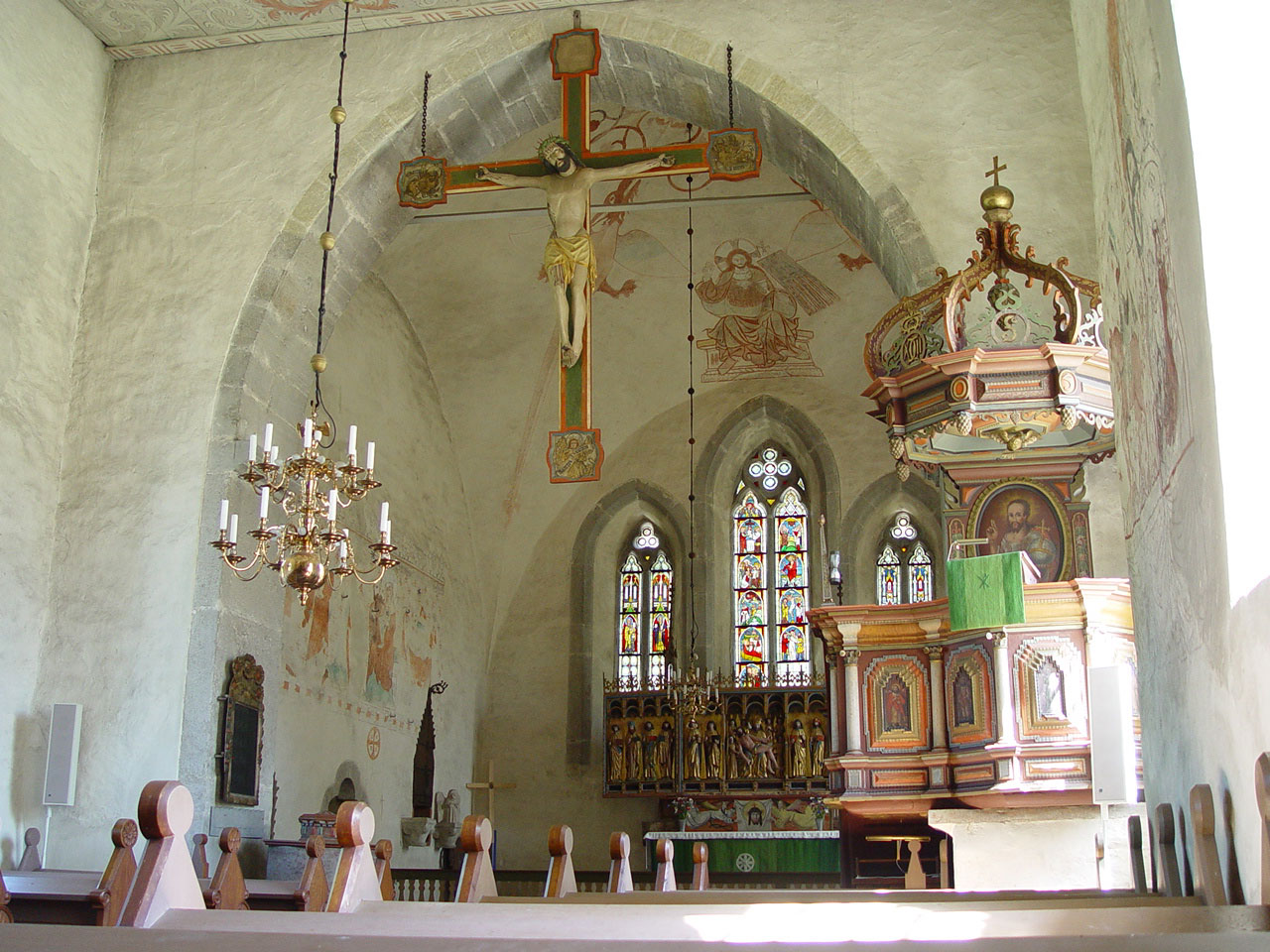
Wnętrze

Wnętrze podzielone jest na cztery pomieszczenia: parter wieży, nawę, prezbiterium i zakrystię. Nawa jest prostokątna i posiada płaski, drewniany strop. Strop zakrystii podtrzymuje sklepienie krzyżowe. W posadzce kościoła znaleźć można kilka średniowiecznych płyt nagrobnych, w tym należącą do tutejszego mieszkańca, Jakuba, który miał zginąć od kuli armatniej podczas oblężenia zamku Visborg na przedmieściach Visby przez Eryka Pomorskiego w 1449 roku. Ściany wewnętrzne w świątyni kryją również około 40 inskrypcji runicznych. Ostatnią z nich odkryto dopiero w 2018 roku, jednak jej znaczenie pozostaje niejasne (przypuszcza się, że to wulgaryzm).
Wnętrze zdobią także średniowieczne freski, odkryte dopiero w latach 50. XX wieku. Pochodzą one z trzech różnych okresów. Najstarsze malowidła datuje się na około 1350 rok. Zdobią one sklepienie prezbiterium oraz jego północną ścianę. Drugi zespół fresków pochodzi z około 1450 roku i zdobi ściany nawy oraz prezbiterium. Ta grupa przedstawia mękę Chrystusa oraz fragmenty z legend o świętych, a za ich autora uważa się Mistrza Męki Pańskiej. Ostatni zespół malowideł datuje się na drugą ćwierć XVI wieku, a znajduje się on na południowej ścianie nawy. W XVIII wieku wszystkie freski pobielono.
Zachowane w miejscowym kościele średniowieczne witraże charakteryzują się bardzo wysoką jakością wykonania. Znajdują się one w oknach wschodnich i południowych prezbiterium. Ogółem jest tu piętnaście szyb okiennych z przedstawieniami figuralnymi, cztery szyby z detalami architektonicznymi i piętnaście szyb z ozdobnymi motywami roślinnymi. Wszystkie pochodzą z okresu budowy prezbiterium. Spośród wątków religijnych, na witrażach przedstawione zostały: dzieciństwo Jezusa do Jego ofiarowania w świątyni, różne sceny z Jego życia, a także wydarzenia od męki do wniebowstąpienia. Ponadto na witrażach znaleźć można przedstawienia poszczególnych świętych. Szwedzki historyk sztuki przełomu XIX i XX wieku, Johnny Roosval, określił tutejsze witraże jako „kadzidło dla oka”.
Na ołtarzu widnieje łaciński napis informujący o tym, że jest on darem miejscowego rolnika Jona z 1496 roku. Wykonany jest z drewna dębu. W środkowej części widnieje rzeźba Boga Ojca z martwym ciałem Jego Syna w ramionach, w otoczeniu aniołów. Po bokach znajdują się rzeźby dwunastu apostołów. Zewnętrzną stronę skrzydeł zdobią mocno zniszczone malowidła świętych: Olafa, Wawrzyńca, Jana Chrzciciela i Szczepana. Poniżej, na predelli, widnieje przedstawienie Veraicon.
Krzyż triumfalny powstał w końcu XV wieku. Przypuszcza się, że jego autorem jest również wykonawca ołtarza. Jego całkowita wysokość to około 3,5 metra. Wapienna chrzcielnica, pozbawiona dekoracji, pochodzi z połowy XIII wieku. Na ambonie widnieje data „1705” oraz monogram króla szwedzkiego Karola XII. W 1726 roku otrzymała malowane przedstawienia ewangelistów oraz apostołów Jakuba Większego i Piotra.
Cztery elementy wyposażenia kościoła w Lye znajdują się w sztokholmskim muzeum historycznym. Należą do nich: dwa ołtarze (z których jeden przedstawia objawienia św. Brygidy), XIII-wieczny krzyż procesyjny oraz miedziana figura Chrystusa.